# Unibet
Unibet est la marque principale de Kindred Group, entreprise suédoise   de paris sportifs, de jeux de casino, de poker en ligne et de sport hippique fondée en 1997. Elle réunit plus de 14,1 millions de clients dans plus de 100 pays[réf. nécessaire].
Kindred Group dispose de licences dans certains marchés régulés tels qu'en France, en Belgique, au Danemark, en Italie, en Australie et au Royaume-Uni.

## Historique
Unibet Group est créé en 1997 par Anders Störm, entrepreneur suédois. C'est à la suite d'un pari gagné lors d'une course hippique qu'il décide de créer sa propre marque avec pour slogan « Par les joueurs, Pour les joueurs ». Le site est accessible pour jouer depuis la France. Lors de la régulation du marché français par l'ARJEL en 2006, Unibet n'acquiert pas de licence et n'est donc plus accessible pour les joueurs. C'est à la suite du rachat fin 2008 de la marque EurosportBet, qu'Unibet fait son retour sur le marché français. 
En 2010, Unibet propose de parier sur les résultats du second tour de l'élection présidentielle française. Poursuivant son développement les années suivantes, Unibet annonce avoir acquis une position de leader sur le marché très concurrentiel des paris sportifs en France à la fin 2016 (au coude à coude avec Betclic et Winamax).
En mars 2017, la société cotée en bourse Unibet Group est renommée Kindred Group et Unibet n'étant donc plus qu'une marque parmi 13 autres du groupe,.

## Actionnaires
Liste des principaux actionnaires au 18 novembre 2019:
| Hugo Depueldre                                  | 10,7 % |
| Första AP-fond                                  | 8,42 % |
| Capital Research & Management (World Investors) | 6,42 % |
| Skandia Investment Management                   | 4,18 % |
| Andra AP-fond                                   | 4,12 % |
| Catella Fondförvaltning                         | 4,07 % |
| SEB Investment Management                       | 3,82 % |
| Columbia Wanger Asset Management                | 3,48 % |
| Länsförsäkringar Fondförvaltning                | 3,34 % |
| Norges Bank Investment Management               | 3,13 % |

## Sélection des paris
L'entreprise réalise un classement des parieurs en fonction de leurs gains, sur les paris dits « sportifs ». La petite minorité de joueurs aux gains importants est progressivement bridée dans ses paris, afin de limiter les gains potentiels. En revanche, les joueurs qui ont un historique de pertes sont particulièrement incités à jouer. Cette pratique, bien que déclarée illégale par le conseil d'État en mars 2021, perdure.

## Ambassadeurs et équipes
En mars 2012, le chroniqueur de football Pierre Ménès devient ambassadeur de la marque Unibet.
Fin novembre 2015, le commentateur de basketball George Eddy intègre l'équipe d'ambassadeurs Unibet.
Le joueur d'échecs norvégien Magnus Carlsen est l'ambassadeur principal de la marque pour les années 2020-2021.
En 2022, Unibet devient le premier sponsor principal de l’équipe cycliste Unibet Tietema Rockets.